# Women and Children First
Albums de Van Halen
Van Halen II
(1979) Fair Warning
(1981)
Singles
1. And the Craddle Will Rock
Sortie : avril 1980

Women and Children First est le troisième album du groupe rock américain, Van Halen.

## Historique
Cet album est sorti le 26 mars 1980 sur le label Warner Bros Records et a été enregistré en deux semaines et demie aux studios Sunset Sound Recorders à Hollywood. Comme les deux précédents albums, il a été produit par Ted Templeman.
Notable différence avec ses prédécesseurs, tous les titres sont composés par le groupe. Le son est aussi plus "heavy" et les paroles sont un peu plus sombres, le groupe a gagné sensiblement en maturité. Pour la première fois Eddie utilise un clavier sur le titre "And the Craddle Will Rock".
Plusieurs chansons ("Fools", "In a Simple Rhyme", etc.) de cet album ont été composées ou ébauchées alors que le groupe faisait encore la tournée des clubs. La chanteuse américaine Nicolette Larson qui préparait son album dans le studio voisin viendra faire les harmonies vocales sur le titre "Could This Be Magic?".
Promu par un seul titre sorti en single, "And the Cradle Will Rock" (# 55 au Hot 100), Women and Children First se classa à la 6e place du Billboard 200 et à la 15e place des charts britanniques et sera certifié plusieurs fois disque d'or ou de platine.

## Liste des titres
- Tous les titres sont signés Roth / A. Van Halen / E. Van Halen / Anthony

1. And The Cradle Will Rock... (en) - 3:33
2. Everybody Wants Some!! - 5:08
3. Fools - 5:57
4. Romeo Delight - 4:21
5. Tora!Tora! - 0:56
6. Loss Of Control - 2:38
7. Take Your Whiskey Home - 3:11
8. Could This Be Magic? - 3:11
9. In A Simple Rhyme - 4:39

## Musiciens
- David Lee Roth: chant
- Edward Van Halen: guitares, claviers, chœurs
- Alex Van Halen: batterie, percussions
- Michael Anthony: basse, chœurs

avec
- Nicolette Larson: harmonies vocales sur Could This Be Magic?

## Charts & certifications

### Album
Charts
| Pays                                 | Durée du classement | Meilleur classement | Date            |
| ------------------------------------ | ------------------- | ------------------- | --------------- |
| Allemagne (GfK Entertainment)        | 18 semaines         | 19e                 | 19 mai 1980     |
| Canada (RPM)                         | 26 semaines         | 12e                 | 12 juillet 1980 |
| États-Unis (Billboard 200)           | 31 semaines         | 6e                  | 17 mai 1980     |
| France (SNEP)                        | 48 semaines         | 7e                  | avril 1980      |
| Norvège (VG-lista)                   | 7 semaines          | 23e                 | 4 mai 1980      |
| Nouvelle-Zélande (RMNZ Albums Top40) | 1 semaine           | 48e                 | 25 mai 1980     |
| Pays-Bas (MegaCharts)                | 18 semaines         | 3e                  | 17 mai 1980     |
| Royaume-Uni (UK Albums Chart)        | 7 semaines          | 15e                 | 12 avril 1980   |
| Suède (Sverigetopplistan)            | 7 semaines          | 19e                 | 2 mai 1980      |

Certifications
| Pays       | Certification | Ventes      | Date               |
| ---------- | ------------- | ----------- | ------------------ |
| Canada     | 2 × Platine   | 200 000 +   | 1er septembre 1984 |
| États-Unis | 3 × Platine   | 3 000 000 + | 4 août 1994        |
| France     | Or            | 100 000 +   | 1980               |
| Pays-Bas   | Or            | 50 000 +    | 1984               |

### Single
| Single                    | Chart           | Durée du classement | Position | Date         |
| ------------------------- | --------------- | ------------------- | -------- | ------------ |
| And the Craddle Will Rock | Hot 100         | 7 semaines          | 55e      | 28 juin 1980 |
| And the Craddle Will Rock | RPM Top Singles | 7 semaines          | 81e      | 2 août 1980  |
| And the Craddle Will Rock | Single Top 40   | 2 semaines          | 34e      | 18 mai 1980  |